# Himantura kittipongi
Himantura kittipongi е вид хрущялна риба от семейство Dasyatidae. Видът е застрашен от изчезване.

## Разпространение
Разпространен е в Тайланд.